# Liptowskie Kopy

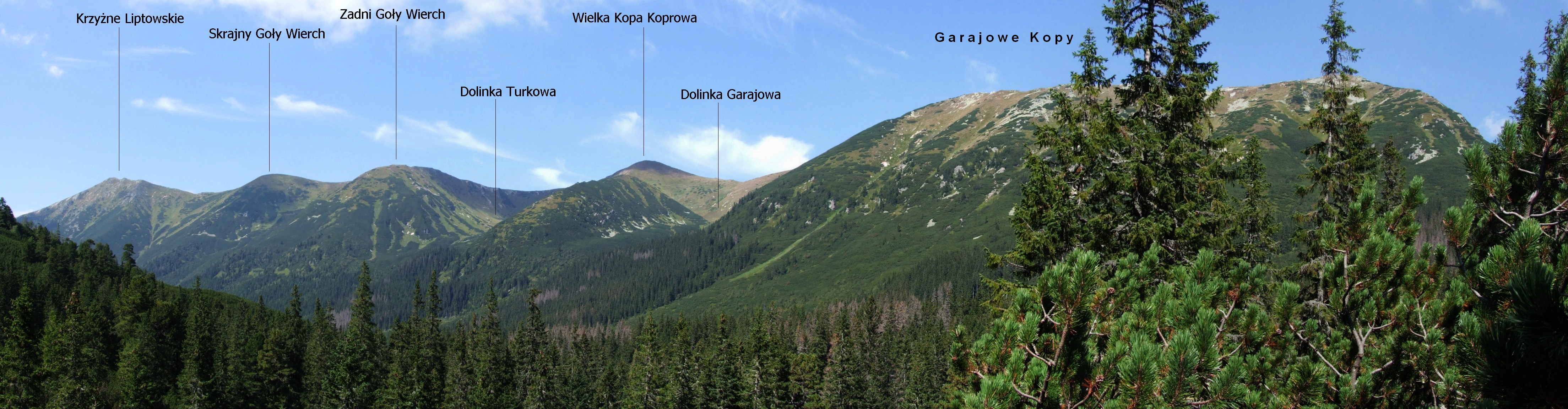
Liptowskie Kopy i Dolina Koprowa, widok z Doliny Hlińskiej

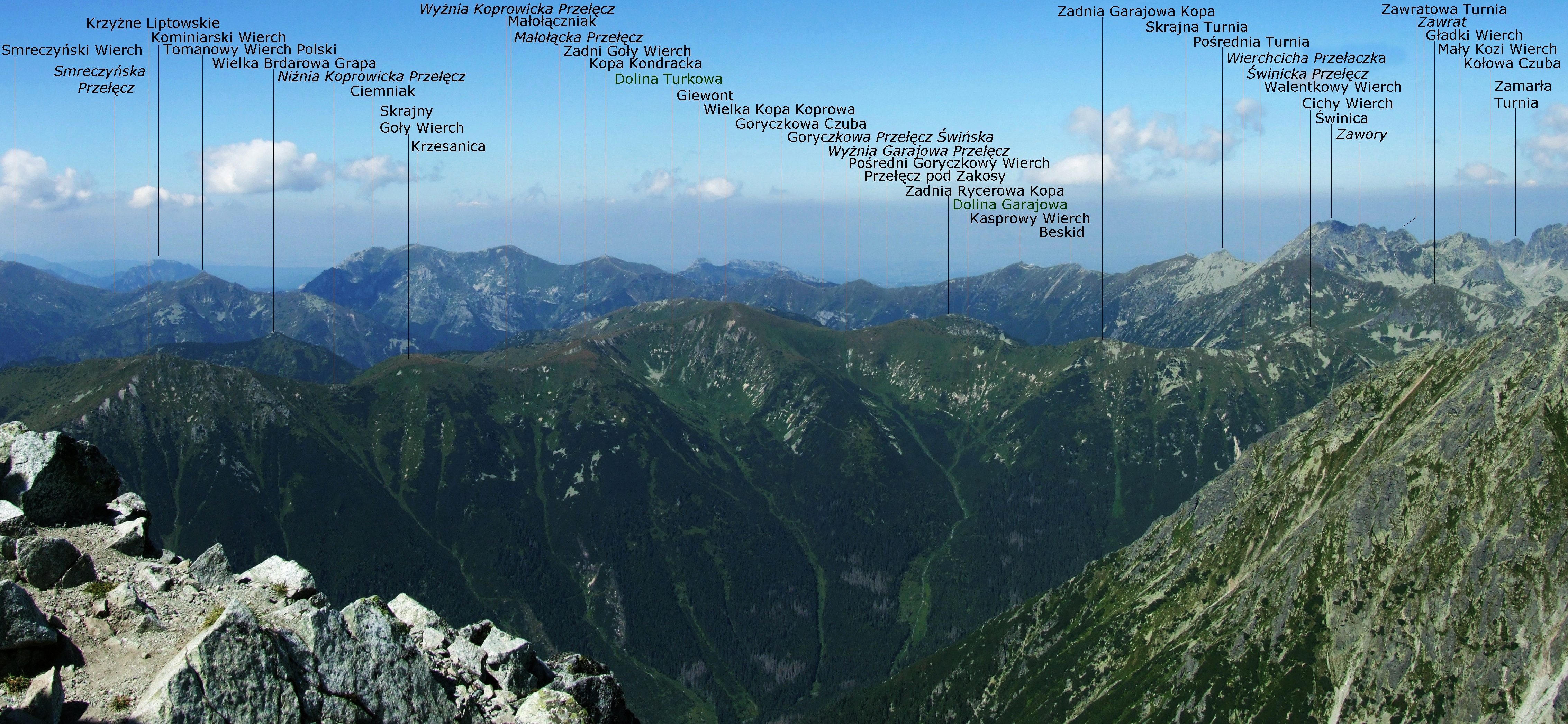
Widok z Krywania

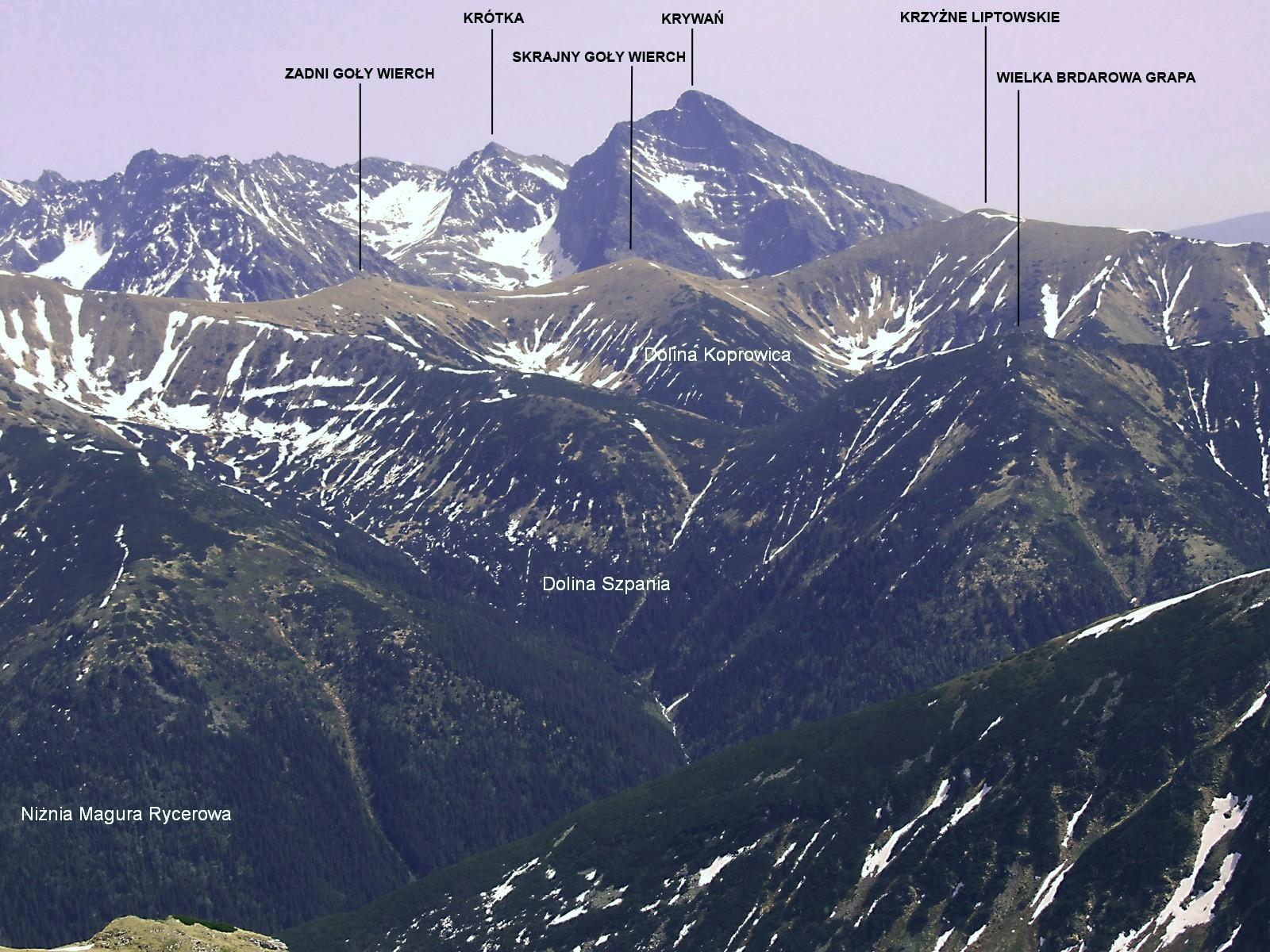
Liptowskie Kopy na tle Krywania

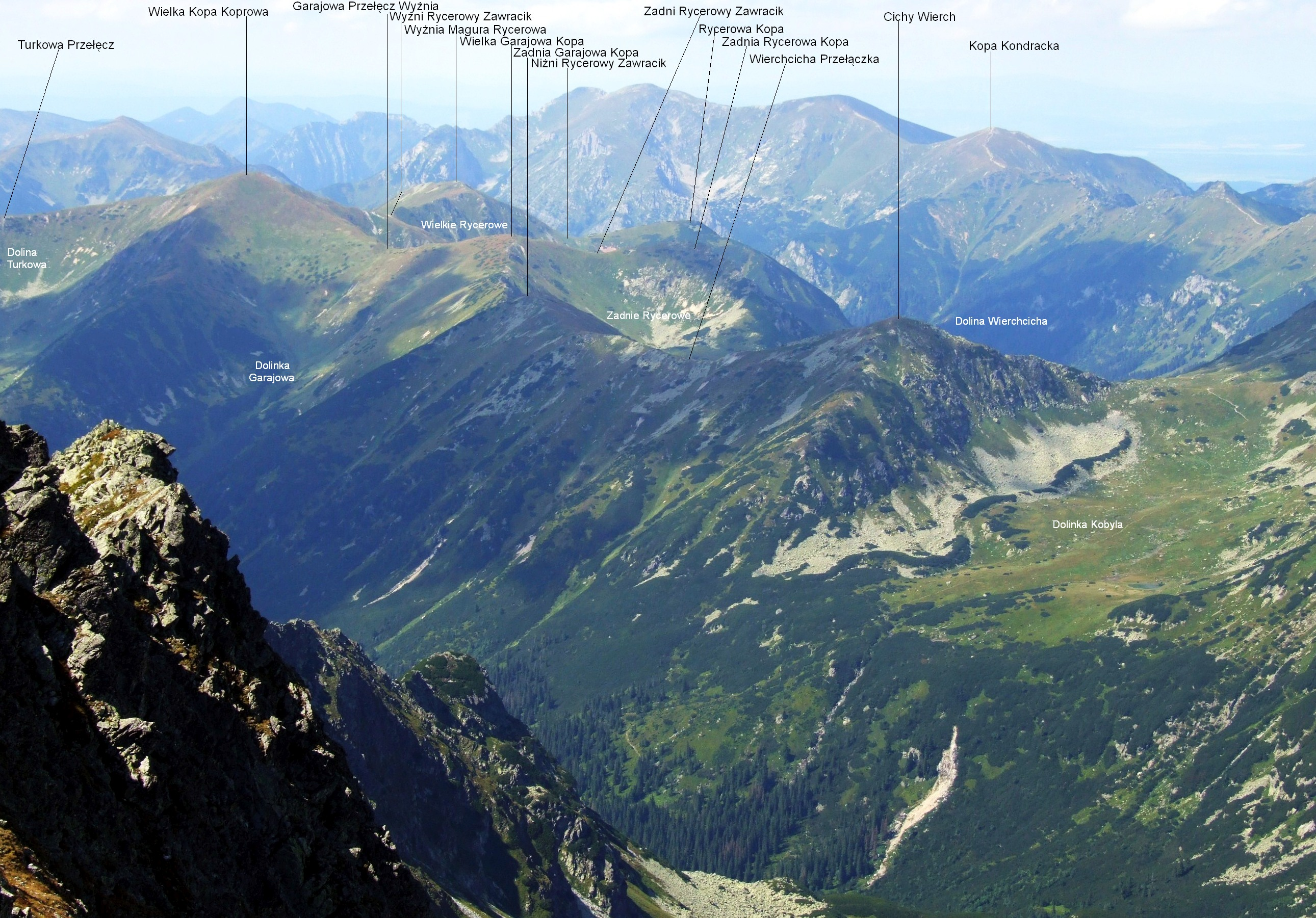
Liptowskie Kopy z Koprowego Wierchu

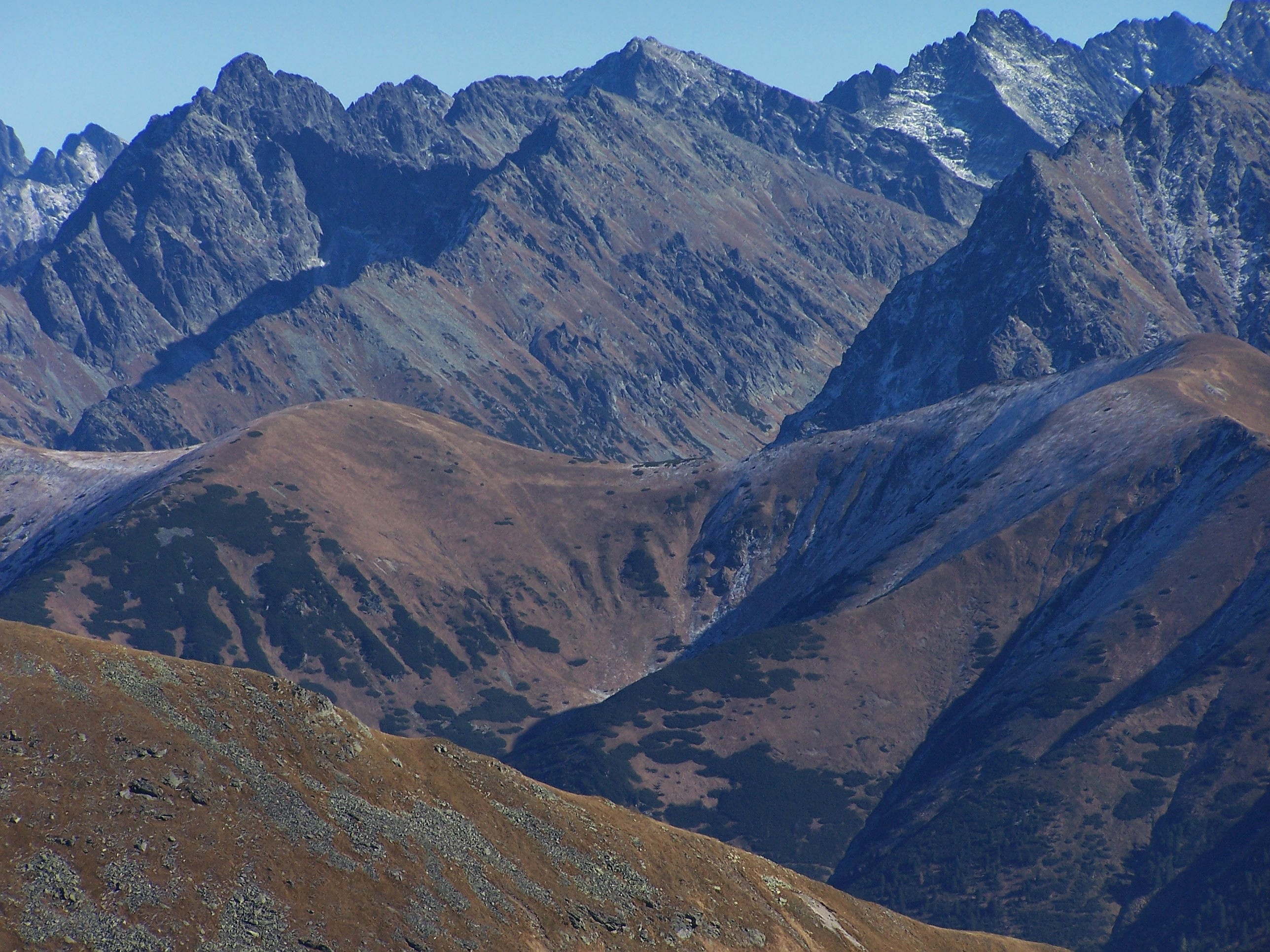
Skrajny Goły Wierch i Krzyżne Liptowskie na tle Tatr Wysokich

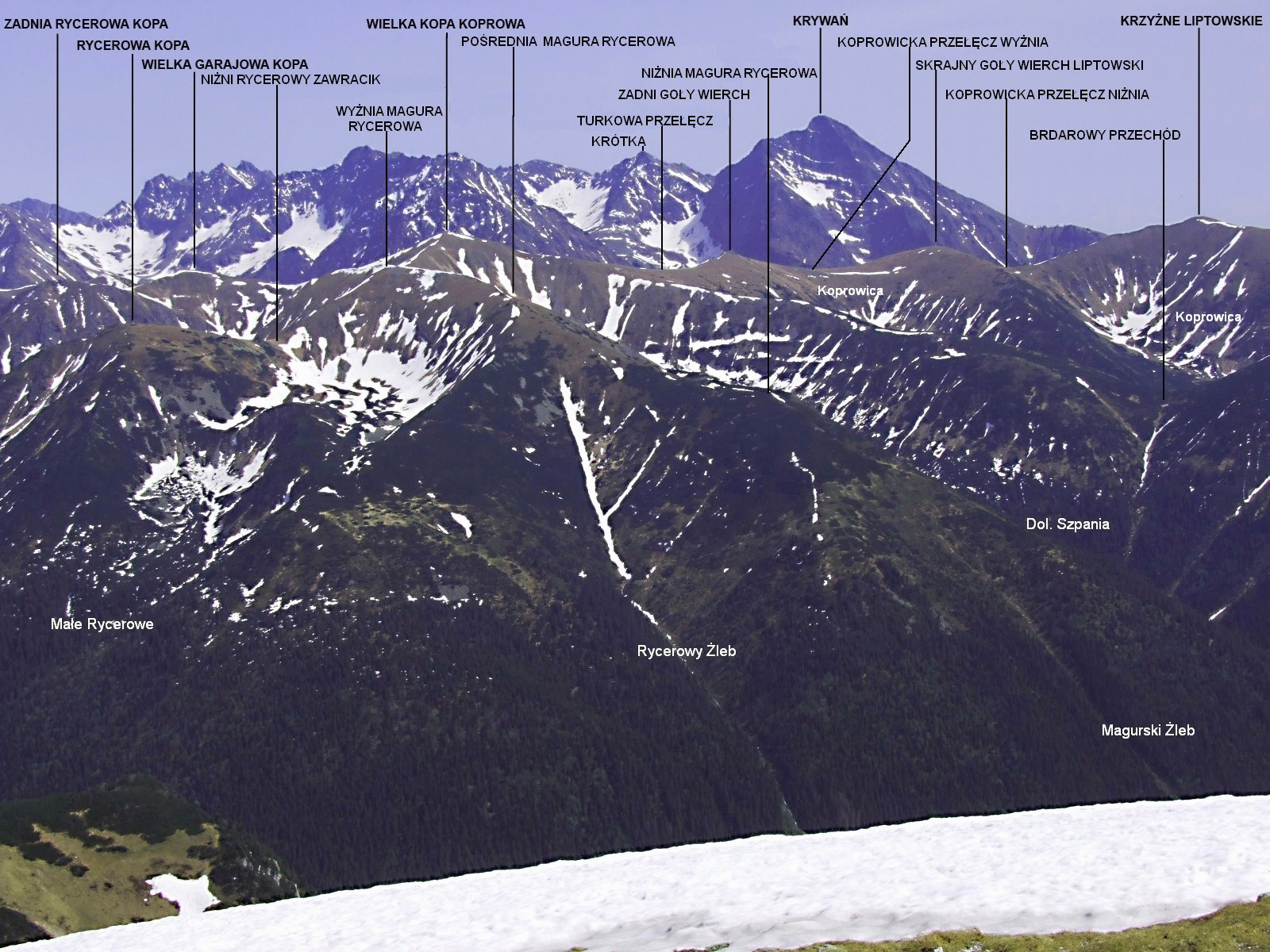
Widok z Małołączniaka

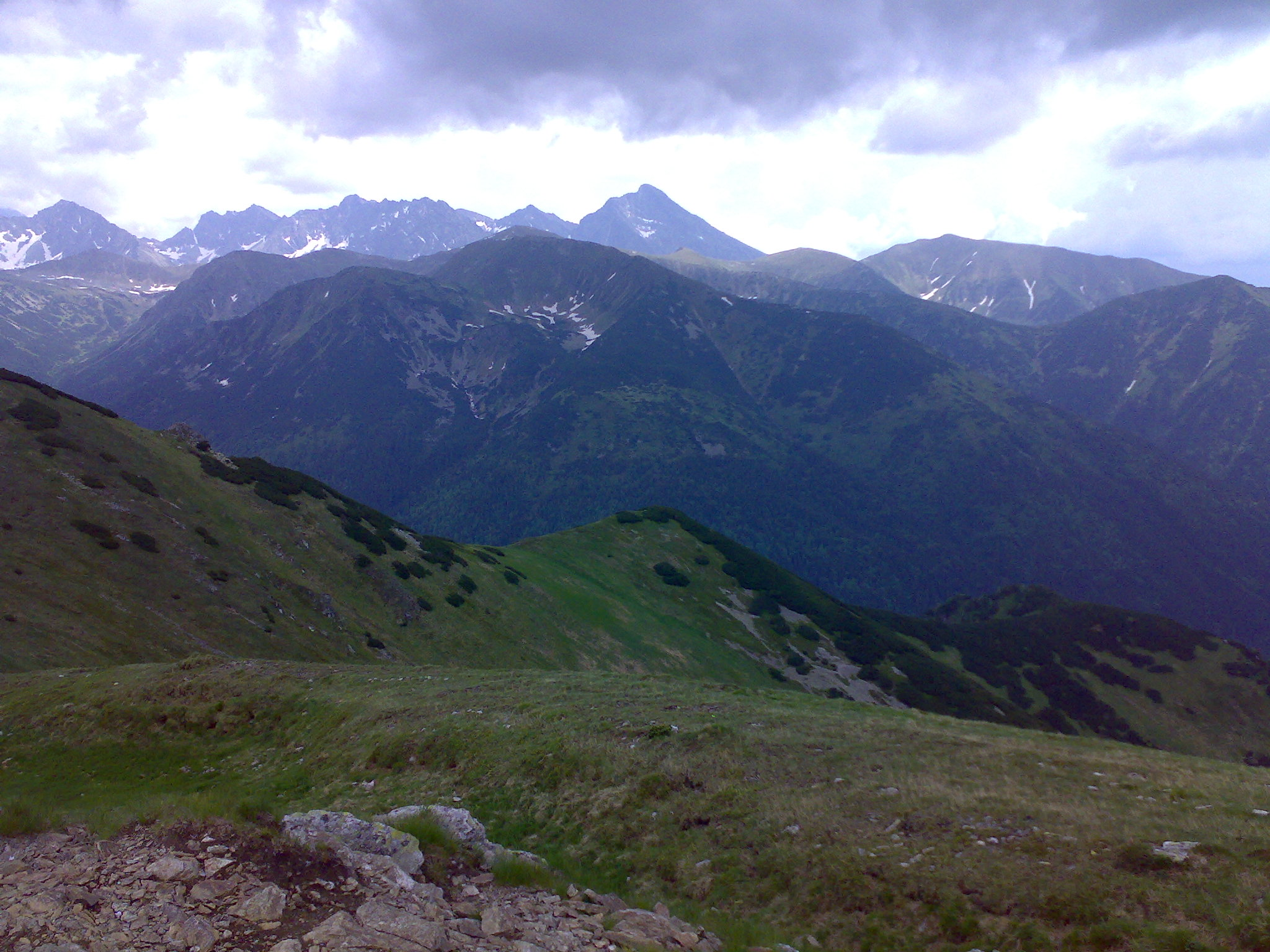
Liptowskie Kopy z Ciemniaka

Liptowskie Kopy (słow. Liptovské kopy) – grupa szczytów w Tatrach pomiędzy Doliną Cichą i Doliną Koprową (Kôprová dolina), połączona z granią główną w Gładkim Wierchu (Hladký štít), od którego oddzielona jest przełęczą Zawory (Závory). Najwyższym szczytem jest Wielka Kopa Koprowa (2052 m). Są to przeważnie kopulaste, porośnięte trawą szczyty, w dolnych partiach zalesione.
Wyglądem przypominają pobliskie Tatry Zachodnie, jednak kierując się kryterium hydrologicznym i orograficznym, polscy geografowie zaliczają je do Tatr Wysokich. Większość słowackich kartografów włącza je do Tatr Zachodnich i umiejscawia ich granicę na przełęczy Zawory, jakkolwiek największy autorytet wśród słowackich znawców Tatr – Ivan Bohuš – jest takiego samego zdania jak Polacy.

## Topografia
Główny grzbiet Kop Liptowskich biegnie od Gładkiego Wierchu w kierunku południowo-południowo-zachodnim (SSW) i kończy się przy ujściu Koprowej Wody do Cichej Wody w osiedlu Podbańska. W kierunku z północy na południe kolejno znajdują się w nim następujące szczyty i przełęcze (szczyty zwornikowe zostały wytłuszczone):
- Zawory (Závory), 1879 m,
- Cichy Wierch (Tichý vrch), 1979 m,
- Wierchcicha Przełączka (Tiché sedlo), ok. 1900 m,
- Garajowe Kopy
  - Zadnia Garajowa Kopa (Zadná Garajova kopa), 1947 m,
  - Garajowa Przełęcz Niżnia (Nižné Garajovo sedlo, ok. 1900 m),
  - Mała Garajowa Kopa (Malá Garajova kopa, 1929 m),
  - Garajowa Przełęcz Pośrednia (Prostredné Garajovo sedlo), ok. 1920,
  - Wielka Garajowa Kopa (Veľká Garajova kopa), 1973 m – zwornik dla bocznej grani Zadniej Rycerowej Kopy,
  - Garajowa Przełęcz Wyżnia (Vyšné Garajovo sedlo), 1916 m,
- Wielka Kopa Koprowa (Veľká kopa), 2053 m – zwornik dla bocznej grani Magury Rycerowej,
- Turkowa Przełęcz (Turkovo sedlo), 1948 m,
- Zadni Goły Wierch Liptowski (Zadný Holý vrch), 1983 m,
- Koprowicka Przełęcz Wyżnia (Vyšné kôprovické sedlo), 1934 m,
- Skrajny Goły Wierch Liptowski (Krajný Holý vrch), 1984 m,
- Koprowicka Przełęcz Niżnia (Nižné kôprovické sedlo), 1908 m,
- Krzyżne Liptowskie (Krížna), 2040 m – zwornik dla bocznej grani Małego Krzyżnego Liptowskiego,
- Wszywaki (Všiváky), 1806 m,
- Opalone (Opálené), ~1700 m[2].

Większe boczne ramiona to Garajowe Kopy, Magura Rycerowa, Brdarowe Grapy i grań Małego Krzyżnego. Ramiona te, oraz inne mniejsze, wyodrębniają w Kopach Liptowskich 10 dolinek:
- od strony Doliny Koprowej są to:
  - Dolinka Kobyla (Kobylia dolina),
  - Dolinka Garajowa (Garajova dolina),
  - Dolinka Turkowa (Turkova dolina),
- od strony Doliny Cichej:
  - Dolina Krzyżna (Krížna dolina),
  - Dolina Koprowica (Kôprovnica) z Krzyżnym Kotłem i Koprowickim Kotłem,
  - Dolina Szpania (Špania dolina),
  - Rycerowy Żleb (Licierov žľab),
  - Małe Rycerowe (Predné Licierovo),
  - Wielkie Rycerowe (Zadné Licierovo),
  - Zadnie Rycerowe (Temná Tichá dolina)[2].

Jest też wiele żlebów. Nazwę otrzymały: Skryte Korycisko, Pośredni Żleb, Zabijak, Czerwone Korycisko, Żleb Pitnej Wody, Rakitowy Żleb (wszystkie od strony Doliny Cichej).

## Charakterystyka
Zbudowane są ze skał magmowych (granitoidów) i metamorficznych (gnejsów). trzonu krystalicznego oraz pojedynczych płatów skał osadowych należących do autochtonicznych serii wierchowych. Pionierskie badania geologiczne prowadził tutaj polski geolog M. Jurek w 1929 r. Kilka dolin zostało wyrzeźbionych przez lodowce. W masywie występuje kilka obszernych żlebów, którymi w zimie schodzą lawiny. Szczególnie wielkie lawiny schodzą do Doliny Koprowej. Np. w marcu 1956 r. lawina, która zeszła z Gołych Wierchów do Doliny Koprowej, miała objętość 210 000 m³ i zmiotła las na obszarze o rozmiarach ok. 400 × 400 metrów. Siłą podmuchu powaliła także drzewostan na przeciwległym stoku, a grubość lawiniska wyniosła 7 m.
Dolne partie porasta las, wyżej zarośla kosodrzewiny, jeszcze wyżej trawiaste piętro halne, które w wyniku trwającego kilka wieków pasterstwa w wielu miejscach zostało sztucznie obniżone. W lasach bujne lasy limbowe. Limba w Koprowicy o obwodzie 7 m należy do największych w całych Tatrach. Mimo tego, że od 1948 r. Kopy Liptowskie są obszarem ochrony ścisłej, liczba żyjących w nich zwierząt jest niewielka.

## Historia
Liptowskie Kopy należały do terenów pasterskich górali z wsi liptowskich już w XVII wieku. Wypasali na nich mieszkańcy wsi Kokawa i Wychodna. Były także miejscem, w którym łatwo można było spotkać stada kozic, zatem często odwiedzali je strzelcy i kłusownicy, jeszcze po 1900 polowali tu na niedźwiedzia Polacy z Krościenka i Zakopanego. W czasie I wojny światowej ukrywali się w Kopach dezerterzy, a podczas II wojny światowej w latach 1944–1945 przebywał tu oddział partyzantów słowackich i radzieckich. W Dolinie Szpaniej przez jakiś czas wydobywano rudy metali. Spowodowany przez wozaków wielki pożar w dniach 30 października–4 listopada 1943 strawił około 240 ha lasu i kosówki.
W 1948 r. na niemal całym obszarze Liptowskich Kop utworzono ścisły rezerwat przyrody. Rok później, po utworzeniu TANAP-u stał się on obszarem ochrony ścisłej tego parku z zakazem wstępu. Wiodący główną granią zielono znakowany szlak turystyczny zlikwidowano. Liptowskie Kopy nigdy wśród turystów nie cieszyły się dużą popularnością, obecnie ludzie bywają w nich bardzo rzadko. W niektórych miejscach zrekultywowano przez nasadzenia kosodrzewinę zniszczoną w wyniku pasterstwa.
Ponad 100 lat temu w Kopach Liptowskich wykonano sieć dróg i ścieżek. Najważniejsze z nich to Wschodnia Obwodnica, Leśna Obwodnica, Zachodnia Obwodnica i Północna Obwodnica. Zostały one wykonane tak solidnie, że jak w 2005 r. pisał Władysław Cywiński nie widać na nich zrębu czasu. Nie prowadzą one na szczyty, ani przełęcze, głównie trawersują zbocza i przecinają żleby. Nie zostały bowiem wykonane dla turystów, lecz dla myśliwych. Mimo utworzenia ścisłego obszaru ochrony przyrody i zabronienia turystom i taternikom wstępu, myślistwo nie znikło. Świadczą o tym ambony i domki myśliwskie. Zwierząt natomiast jest niewiele. W. Cywiński pisał: Czy wybili to dawni polowace czy współcześni myśliwi?.
Nieznane są nazwiska osób, które jako pierwsze zdobyły szczyty należące do grupy Liptowskich Kop. Najprawdopodobniej pierwsze wejścia należą do pasterzy i kłusowników. Wśród wejść turystycznych jako pierwsze odnotowano wejścia zimowe:
- na Krzyżne Liptowskie – Karol Englisch, Károly Jordán, 13 stycznia 1903 r.
- na Wielką Kopę Koprową – Józef Grabowski z pięcioma osobami towarzyszącymi 3 marca 1912 r.[4]